# Landvättar
Landvättar är i äldre västnordisk mytologi och i senare folktro på Island och i Norge övernaturliga småväsen, som sades hålla till i lundar, högar och vattenfall. De är ett landområdes skyddsandar och om de behandlas väl kan de ge lycka och rikedom åt dem som bebor deras mark. Särskilt kvinnor offrade mat till landvättarna.
Efter att Norden kristnats började de räknas som onda väsen. Att dyrka dem förbjöds i bland annat Gulatingslagen. I Islands statsvapen finns fyra landvättar i olika gestalt: en tjur, en fågel, en drake och en bergjätte. I de formerna mötte Snorre Sturlasson en trollkarl i valhamn.